# Antonio Estruch
Antoni Estruch y Bros (Sabadell, 17 de abril de 1873 – Buenos Aires, 16 de septiembre de 1957) fue un pintor español.
Se le considera uno de los más destacados representantes de la pintura de historia catalana (sus obras más famosas fueron dos encargos de la Caja de Ahorros de Sabadell: Corpus de Sang -1907-, que representa el episodio que inició la sublevación de los catalanes de 1640 y El once de septiembre de 1714 -1909-, que representa la caída de Rafael Casanova durante el sitio de Barcelona); aunque en Sabadell era más conocido por su pintura religiosa, de gran formato, sobre todo la encargada bajo el mecenazgo de Francisco de Paula Ponsà.
Fue discípulo del pintor catalán Joan Vila i Cinca (cofundador de la Academia de Bellas Artes de Sabadell en el año 1876). Estudió el arte del vitral en Alemania. 
Fue becado en la Real Academia de San Fernando (1892) y en la Academia de España en Roma (1894-96), tras lo que fue a Palestina para pintar una serie sobre la vida de Jesús que le encargó Ponsà. En 1910 marchó definitivamente a Buenos Aires, donde ocupó el cargo de director de la escuela de Bellas Artes. En Argentina y Chile tiene una gran cantidad de vitrales realizados, principalmente religiosos y en confiterías notables. 
Sus hermanas Josefa y Narcisa cedieron algunas de sus obras al Museo de Sabadell, que en total conserva veintidós de este autor, de las que seis se exponen en la colección permanente. La Biblioteca Museo Víctor Balaguer también guarda obra suya.

## Obras
- El sueño de la Virgen (antes de 1894)
- La Santa Cena[11]  (1903-1904)
- Manifestación por la República (1904)[12]
- Corpus de Sang, también llamado Els Segadors (1907)
- Via Dolorosa (1907)[13]
- El once de septiembre de 1714 (1909)[14]
- Decoración pictórica del Santuario de María Auxiliadora de Rodeo del Medio, Mendoza (1910)[15]
- Paisaje con río (década del 1920)[16]
- Mujer entre las flores (década del 1920)[16]
- Vitrales capilla Lourdes(1930) Quintero, región de Valparaíso Chile.

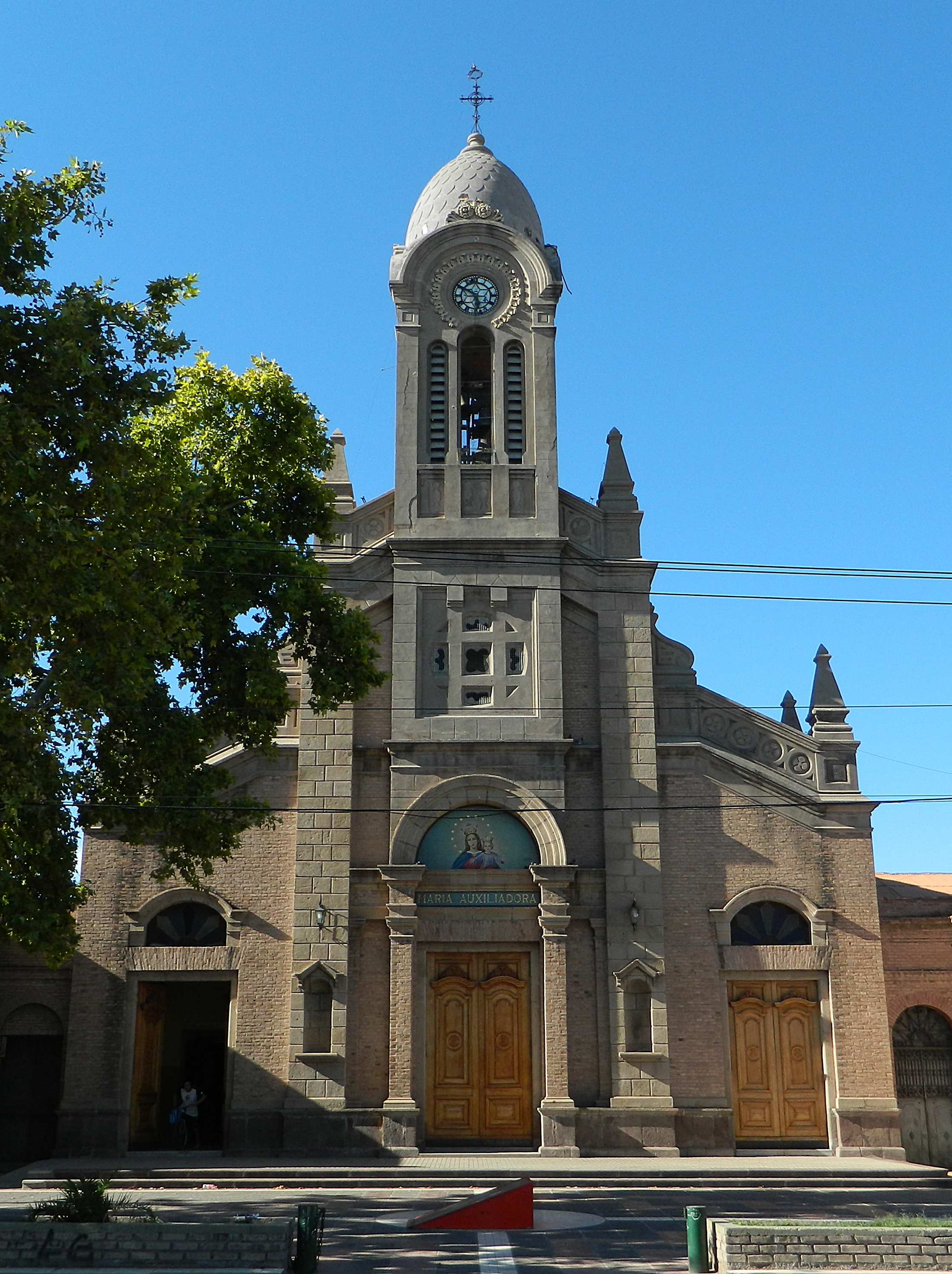
Santuario de María Auxiliadora.
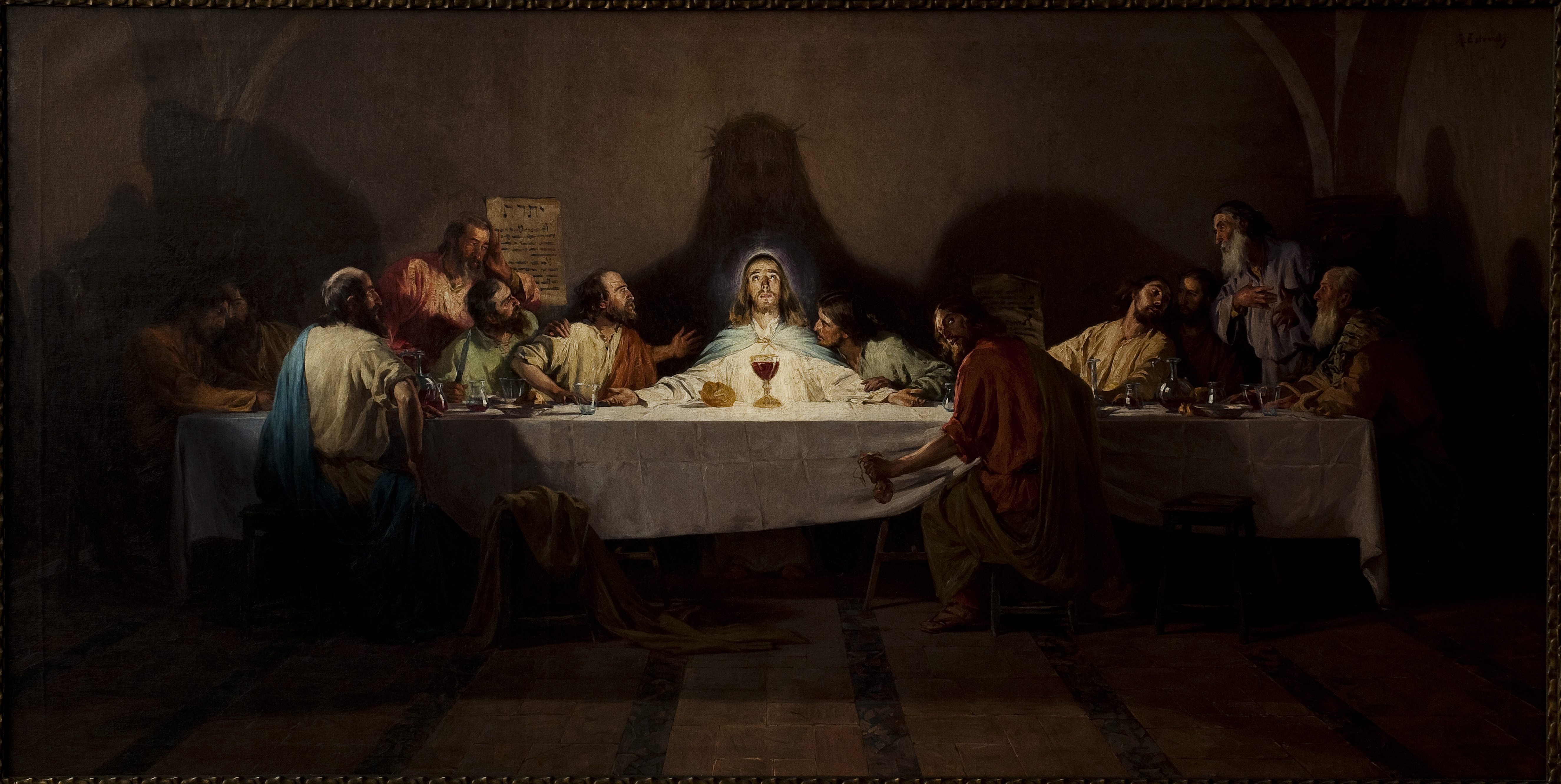
Santa Cena.
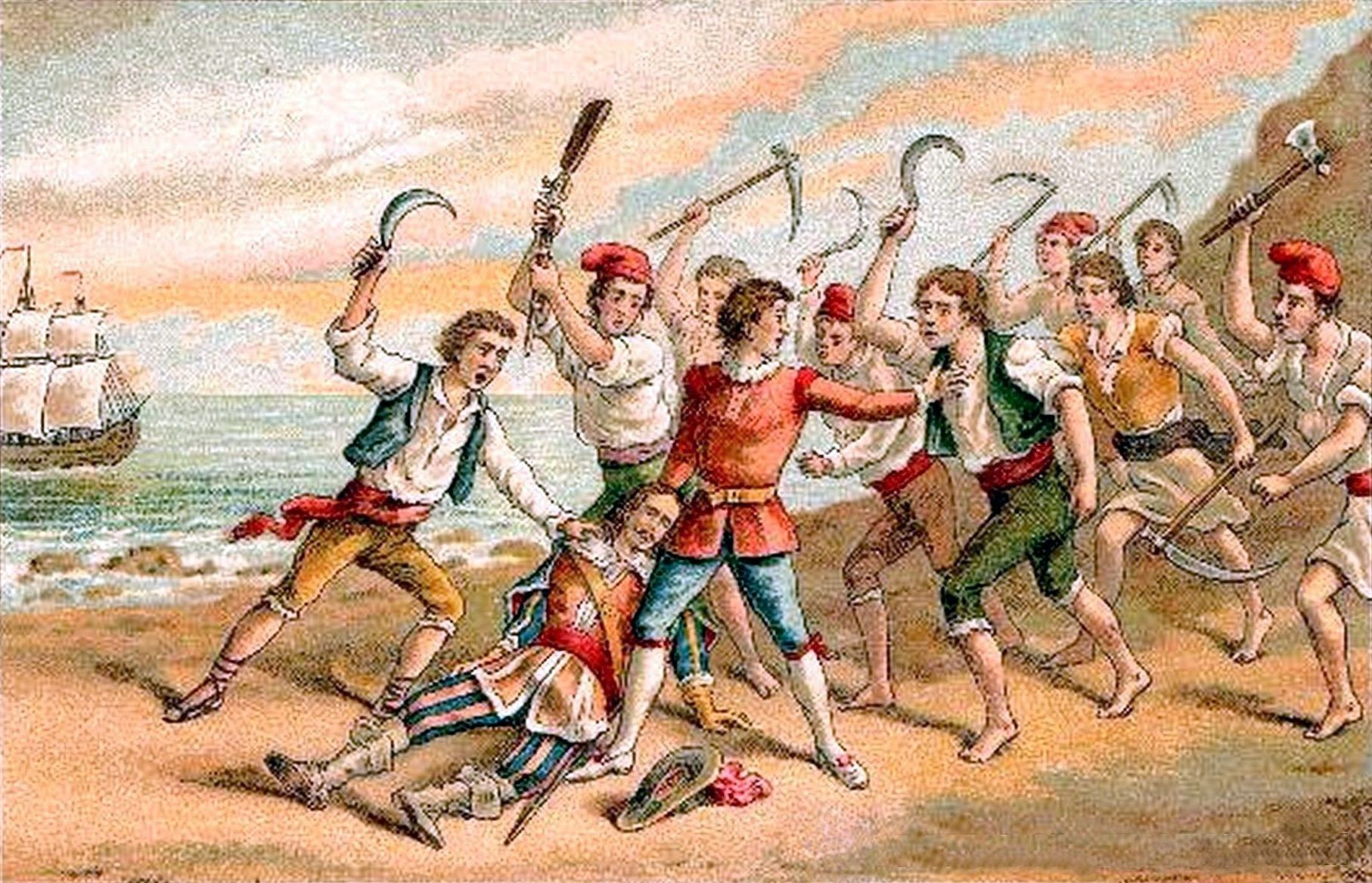
Corpus de Sang.

## Exposiciones
- 1891: Primera Exposición General de Bellas Artes, Barcelona.
- 1893: Segunda Exposición General de Bellas Artes, Barcelona.
- 1894: Segunda Exposición General de Bellas Artes, Palacio de Bellas Artes de Barcelona.[17]
- 1896: Ateneu Sabadellenc, Sabadell.
- 1903: Acadèmia Catòlica, Sabadell.
- 1903: Sala Parés, Barcelona.[18]
- 1915: Exposició 1915 de la Acadèmia de Belles Arts de Sabadell, antiguo teatro Lliga Regionalista de Sabadell.[19]